# Sexualidade de Frederico II da Prússia

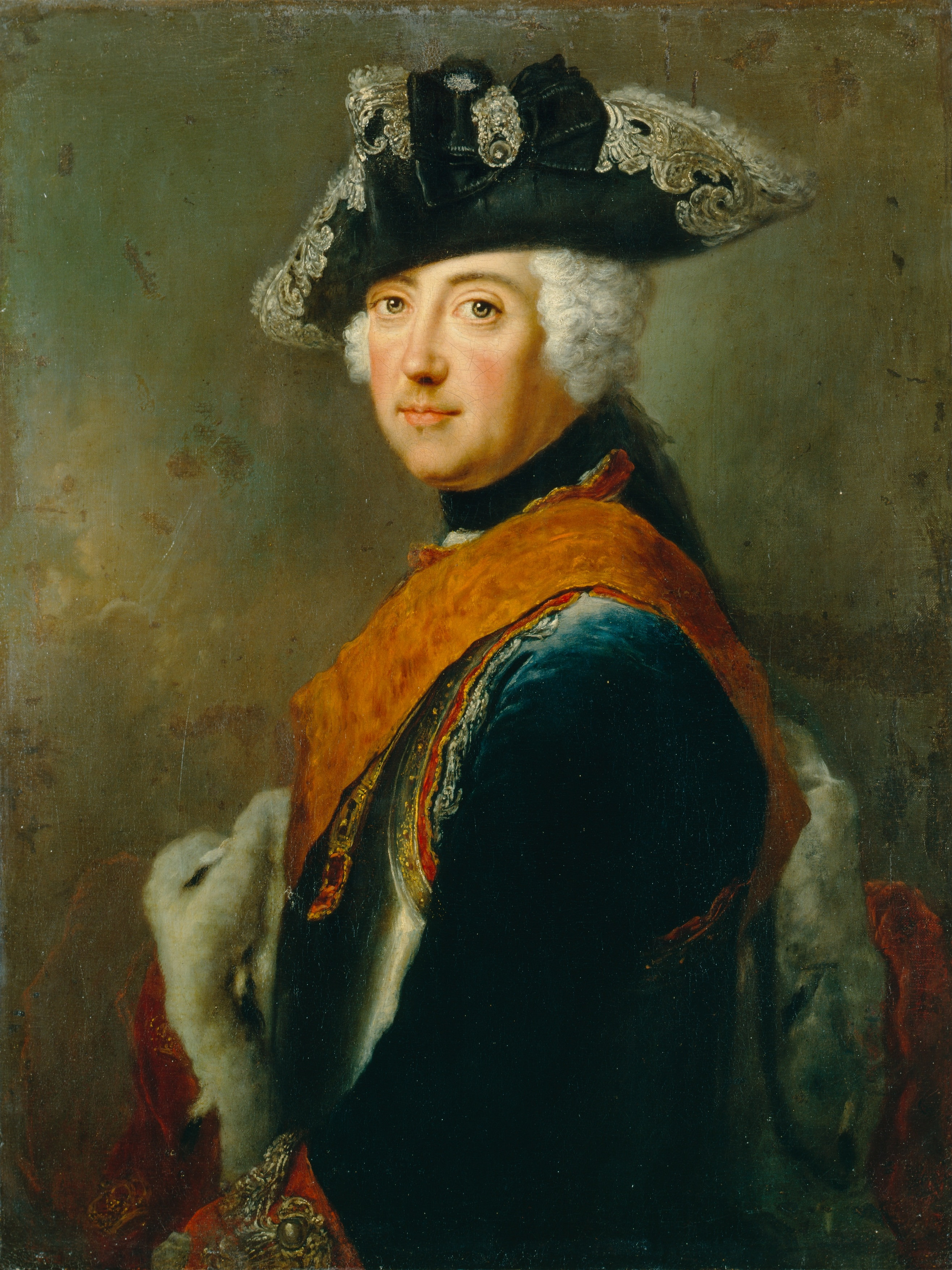
Retrato de Frederico II
Antoine Pesne, 1745

A maioria dos biógrafos modernos concorda que Frederico, o Grande (1712–1786) era homossexual e que sua orientação sexual era central em sua vida. No entanto, a natureza de seus relacionamentos reais permanece especulativa.
Embora tivesse um casamento arranjado com a duquesa Isabel Cristina de Brunsvique-Volfembutel-Bevern, Frederico não teve filhos e foi sucedido por seu sobrinho, Frederico Guilherme II. Seus cortesãos favoritos eram exclusivamente homens, e sua coleção de arte celebrava o homoerotismo. Rumores persistentes conectando o rei com atividades homossexuais circularam pela Europa durante sua vida, mas há menos evidências definitivas sobreviventes de quaisquer relacionamentos sexuais dele, homossexuais ou não. No entanto, em julho de 1750, o rei prussiano escreveu provocativamente ao seu secretário e leitor homossexual, Claude Étienne Darget: «Mes hémorroïdes saluent affectueusement votre v[erge]» (Minhas hemorroidas cumprimentam afetuosamente seu pênis), o que sugere fortemente que ele estava sexualmente envolvido com homens.
Além disso, em idade avançada, o rei aconselhou seu sobrinho em um documento escrito contra o sexo anal passivo, que, de acordo com sua própria experiência, "não era muito agradável". O seu desejo pelo sexo masculino também é evidenciado nas declarações de seus famosos contemporâneos, Voltaire e Giacomo Casanova, que o conheciam pessoalmente e suas preferências sexuais. Significativamente, Voltaire apelidou Frederico de "Luc". Quando lido ao contrário, significa cul (o termo francês vulgar para 'ânus' ou 'bunda'). De acordo com Wolfgang Burgdorf, "Vários enviados estrangeiros  [...] relataram o 'vício não natural' de Frederico.  [...] Nenhum deles se preocupou com a ideia de influenciar a política da corte prussiana lançando uma nova amante. A Saxônia e a França, no entanto, repetidamente conseguiram colocar jovens bonitos perto dele. Sanssouci era uma zona livre de mulheres durante a era Fridericana."
A homossexualidade de Frederico foi rejeitada por historiadores mais tradicionais durante séculos após sua morte, mas desde o primeiro movimento homossexual na Alemanha de Weimar tem ocorrido um revisionismo das provas e fatos que circundam sua sexualidade.

## Possíveis relacionamentos homossexuais
Quando ainda era um jovem príncipe herdeiro, Frederico confidenciou ao seu mentor, o general-marechal de campo Friedrich Wilhelm von Grumbkow, que se sentia muito pouco atraído pelo sexo feminino para poder imaginar entrar em um casamento. Aos dezesseis anos, Frederico parece ter vivido em um romance juvenil com Peter Karl Christoph von Keith, um pajem um ano mais velho de seu pai, o rei Frederico Guilherme I. Rumores da ligação se espalharam na corte, e a 'intimidade' entre os dois meninos provocou os comentários da irmã de Frederico, a princesa Guilhermina, que escreveu: "Embora eu tivesse notado que ele estava em termos mais familiares com este pajem do que era apropriado em sua posição, eu não sabia o quão íntima era a amizade." Os rumores rapidamente chegaram ao pai de Frederico, que cultivava um ideal de ultramasculinidade em sua corte e ridicularizou as tendências supostamente efeminadas de seu filho. Como resultado, Keith foi demitido de seu serviço ao rei e enviado para um regimento na fronteira holandesa, enquanto o jovem príncipe herdeiro foi enviado para o pavilhão de caça do rei em Wusterhausen para "se arrepender de seu pecado".

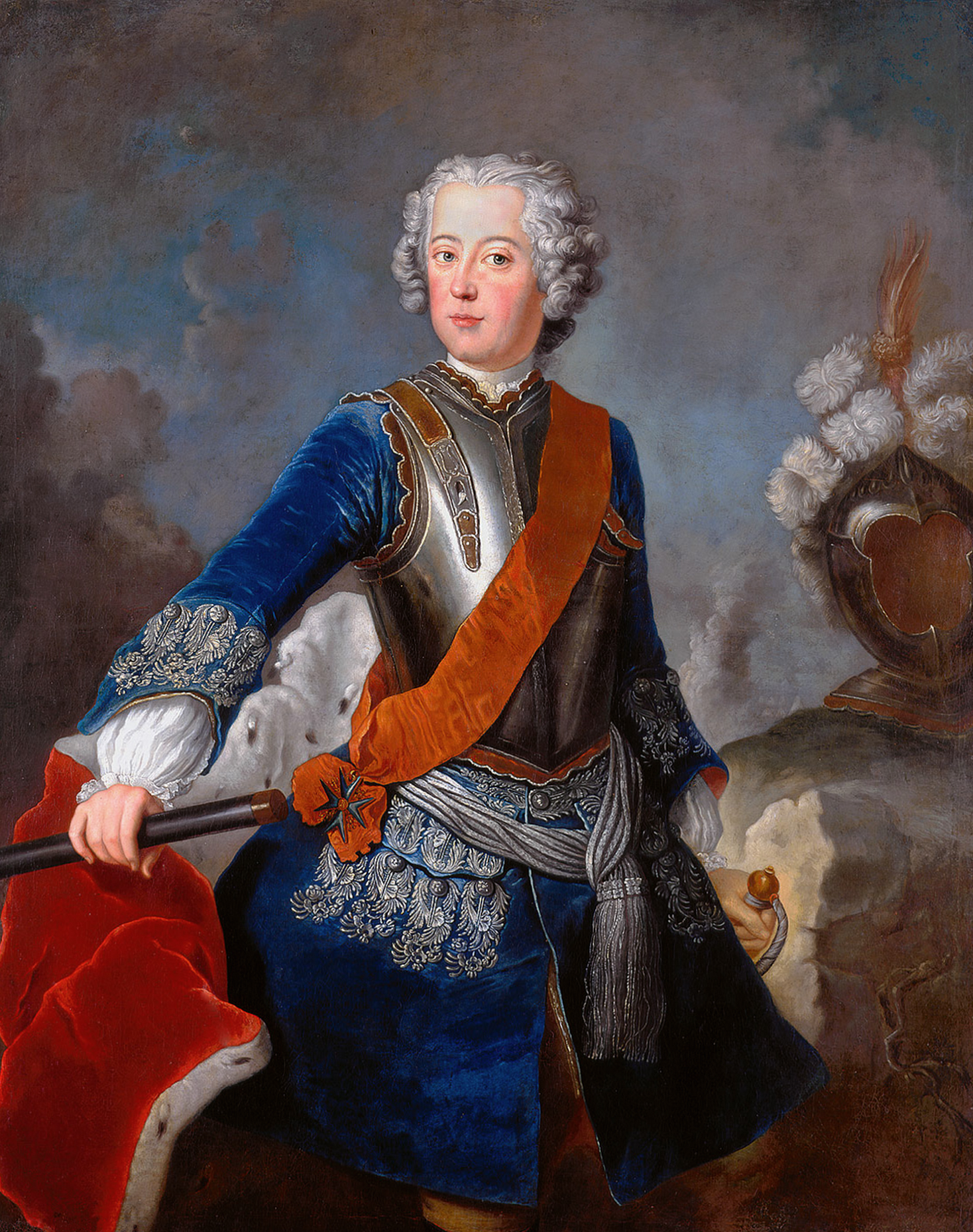
Frederico quando príncipe herdeiro

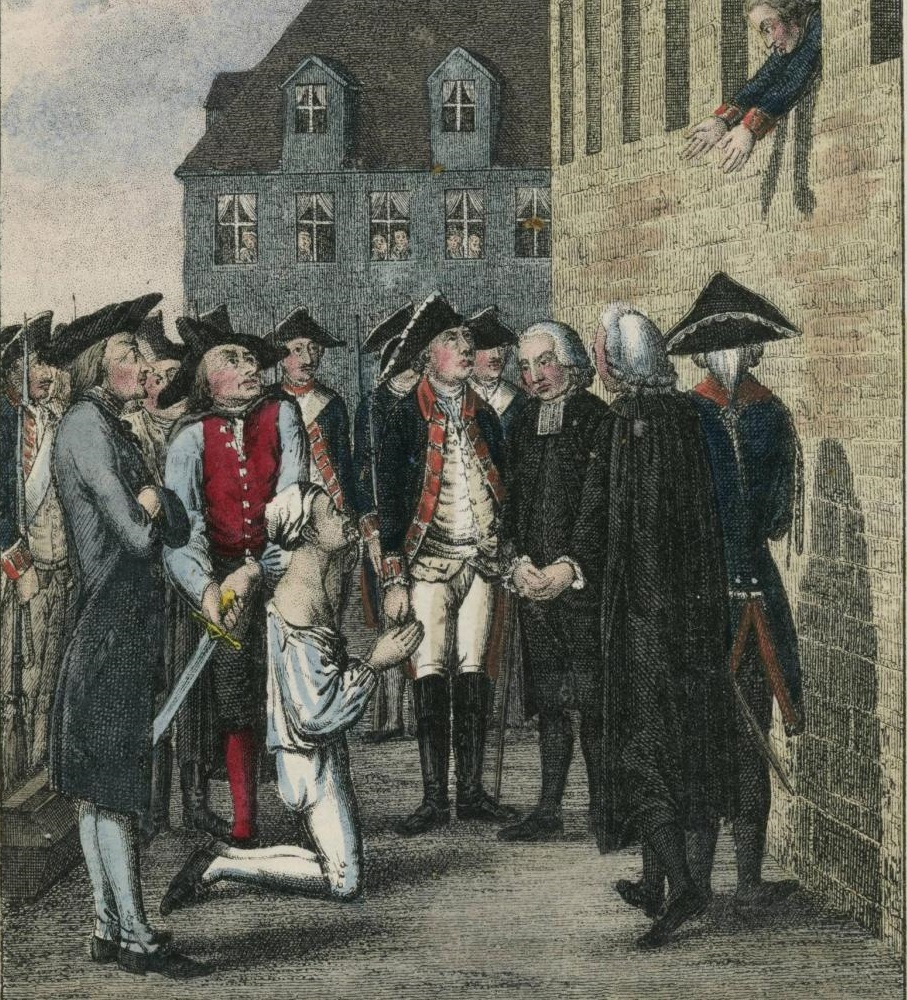
Execução de Hans Hermann von Katte

Logo depois, em meados de 1720, o príncipe herdeiro Frederico conheceu o tenente Hans Hermann von Katte durante uma revista as tropas prussianas e iniciaram uma estreita amizade. Na corte prussiana alguns consideravam que a relação com Hans Hermann von Katte seria romântica. Ao descobrir a relação de Frederico e von Katte, o rei Frederico Guilherme I tratou de arranjar um casamento para o filho. Frederico e seu pai sempre tiveram uma relação difícil, mas o estopim dessa relação conflituosa foi quando o pai de Frederico bloqueou a proposta de casamento feita por seu filho a princesa Amélia da Grã-Bretanha. Frederico Guilherme I almejava uma aliança com a Áustria, e queria que o filho se cassasse com a sobrinha do imperador Carlos VI do Sacro Império Romano-Germânico, a duquesa Isabel Cristina de Brunsvique-Volfembutel-Bevern. Juntamente com von Katte, Frederico planejou fugir para a Grã-Bretanha, contudo os planos foram descobertos por seu pai e ambos foram encarcerados na Fortaleza Küstrin. Von Katte foi sentenciado a morte e o próprio Frederico só escapou da sentença de morte graças à intervenção do Sacro-Imperador Carlos VI.
Hans Hermann von Katte e Frederico tiveram um último dialogo antes da execução:
— Frederico: "Por favor, meu querido Katte, perdoe-me pelo que faço a você."
von Katte respondeu:
— Hans Hermann von Katte: "Meu príncipe, eu faria isso por você milhares de vezes"
Após este último diálogo o príncipe-herdeiro desfaleceu, e von Katte foi executado pelo carrasco. Sua últimas palavras foram: "Senhor Jesus Cristo..."
Após o caso Katte, a irmã de Frederico, Guilhermina, escreveu sobre von Katte: "Ele desempenhou o papel de um espírito livre e levou sua vida ao excesso; grande ambição e arrogância andavam de mãos dadas com esse vício. Tal favorito estava longe de dissuadir meu irmão de suas aberrações".
Enquanto estava confinado em Küstrin, Frederico tornou-se amigo íntimao de Michael Gabriel Fredersdorf, um valete com quem ele se correspondia 'romanticamente' e demonstrava preocupação frequente. Fredersdorf inicialmente se tornou o criado de Frederico, e quando de sua ascensão ao trono, ele recebeu uma propriedade e atuou de facto como um primeiro-ministro não oficial. Em 1789, o então jardineiro da corte prussiana, Heinrich Ludwig Manger, descreveu Fredersdorf como "o queridinho do rei na época". A historiadora Eva Ziebura mencionou que "Os dois provavelmente mantinham um relacionamento sexual no começo", mas que mais tarde trocavam cartas sobre seus problemas com constipação, impotência, etc.
Outro confidente íntimo de Frederico era seu escudeiro Dietrich von Keyserling: "Nenhum amante pode ser mais agradável e prestativo do que Frederico com Dietrich von Keyserling", disse um conselheiro de guerra. Von Keyserling foi apelidado de Cesarion e chegou a ser promovido de escudeiro a general ajudante. O tenente-general Friedrich Rudolf von Rothenburg também foi um favorito de Frederico. Ele regularmente passava o tempo em um dos quartos de hóspedes em Sanssouci, que ainda hoje é chamado de Sala Rothenburg.[carece de fontes?] Na verdade, o rei gostava de empregar soldados bonitos em sua comitiva e vários deles foram apontados como possíveis amantes de Frederico.

## Possível relacionamento heterossexual

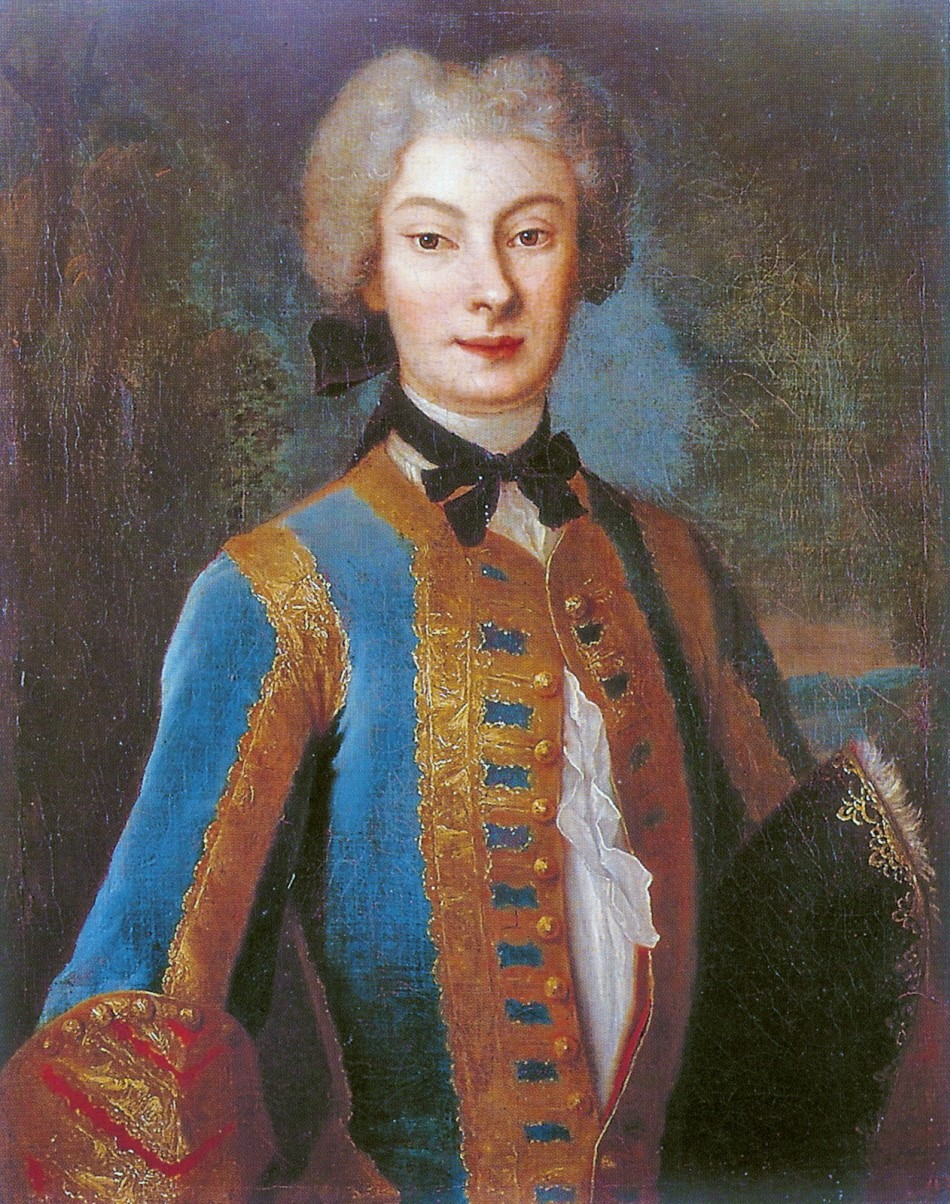
Anna Karolina Orzelska em trajas de caça (1730)

Embora não haja documentação extensa de que Frederico tenha tido qualquer relacionamento íntimo de cunho heterossexual, especula-se que ele pode ter tido um breve relacionamento com Anna Karolina Orzelska, uma condessa poloca, cinco anos mais velha e filha ilegítima do rei Augusto II. Os dois se conheceram em Dresden em fevereiro de 1728, quando Frederico tinha apenas dezesseis anos e estava em uma visita diplomática com seu pai. Os dois supostamente começaram um caso de amor secreto, com Frederico dedicando vários poemas e composições musicais a ela. Baseado em evidências positivas da irmã de Frederico, a princesa Guilhermina – que não apoiava as ligações de seu irmão com jovens pajens masculinos – Orzelska foi a primeira e única amante de Frederico.
Uma jovem nada convencional, Orzelska era conhecida por sua predileção ao álcool, tabaco e casos amorosos. Ela também era conhecida por se vestir frequentemente com roupas masculinas e uniformes militares e por participar de atividades masculinas, o que pode ter atraído a atenção do jovem Frederico. Também foi sugerido que Orzelska era uma espiã austríaca tentando reunir informações sobre Frederico e a Prússia. Quando o rei Augusto II e a condessa, agora casada e grávida, fizeram uma visita de retorno à corte prussiana em 1731, Frederico ficou frustrado e se voltou para outras formas não especificadas de distração. A alegada relação entre o jovem Frederico e Orzelska foi citada por alguns historiadores alemães do século XIX como prova contra as alegações de homossexualidade do rei prussiano.

## Escrita e coleção de arte homoerótica

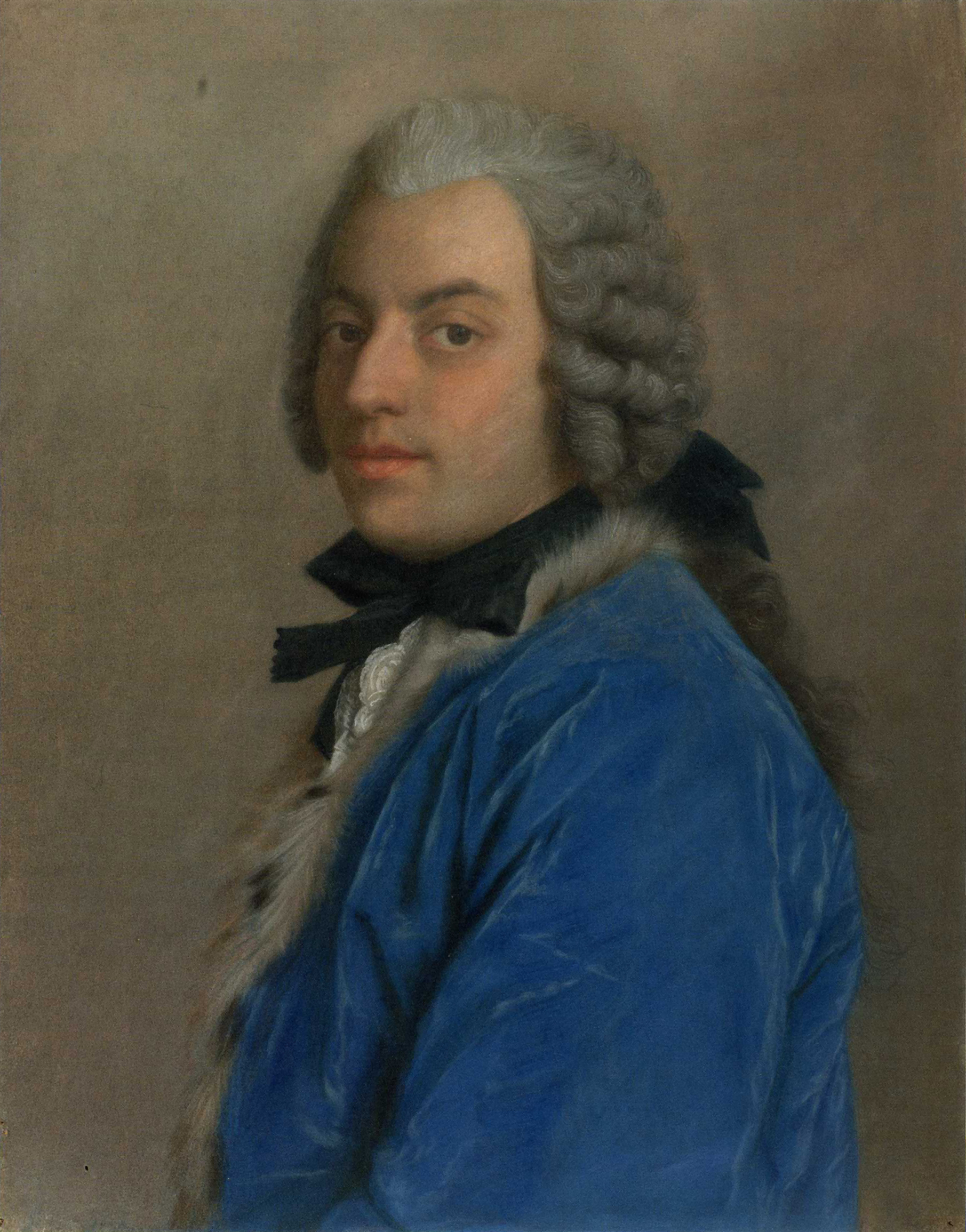
Francesco Algarotti

Em 1739, Frederico conheceu o filósofo veneziano bissexual Francesco Algarotti, e ambos apaixonaram-se. Frederico planejou torná-lo conde. Desafiado por Algarotti de que os europeus do norte não tinham paixão, Frederico escreveu para ele um poema erótico, La Jouissance (que significa ambiguamente "o prazer" ou "o orgasmo"). Este poema foi escrito em 1740 e descoberto apenas em 2011 em um arquivo de Berlim. Ele descreve o que alguns apontam como sendo uma relacão sexual entre Algarotti e uma ninfa chamada Clóris. Nem todos os estudiosos de Frederico interpretaram o poema dessa forma; também foi sugerido como descrevendo uma ligação entre Frederico e Algarotti, especialmente em vista do fato de que este último era conhecido como "cisne de Frederico".
Poemas semelhantes foram escritos por Frederico. Por exemplo, o quarto canto do seu poema heroico Le Palladion (1749), que descreve as aventuras homossexuais do seu leitor Claude Étienne Darget e inclui os seguintes versos blasfemos: "O bom São João, o que pensas que ele fez / Para induzir Jesus a dormir com ele na sua cama? / E não sentes que ele conhecia o seu Ganímedes." Noutro verso, ele chama Júlio César de "esposa de todos os romanos". No entanto, nenhum destes poemas, incluindo La Jouissance, expõe inequivocamente Frederico como estando envolvido em tais assuntos, embora destaquem as suas tendências artísticas homoeróticas.
Frederico também encheu seus palácios com obras de arte eróticas que refletiam seu desejo por relacionamentos homossexuais. Os jardins do palácio em Sanssouci incluem um Templo da Amizade (construído como um memorial para sua irmã, Guilhermina) celebrando os romances homoeróticos da Antiguidade Grega, que é decorado com retratos de Orestes e Pílades, entre outros. No Novo Palácio de Potsdam, também localizado as dependências de Sanssouci, Frederico manteve um afresco de Charles-André van Loo que retrata a introdução de Ganimedes no Olimpo: "o maior afresco na maior sala de seu maior palácio", segundo o historiador britânico Timothy Blanning. Frederico também gostava de comprar pinturas de Pompeo Batoni (1708–1787). É relatado que sua pintura especialmente encomendada O Casamento de Cupido e Psique de 1756 o acompanhou durante toda a Guerra dos Sete Anos e foi considerada uma de suas pinturas favoritas. Em 1747, o rei adquiriu a antiga estátua de bronze Adorante de Berlim, que ele pensava representar um nu de Antínoo, o suposto amante do imperador romano Adriano. O arqueólogo Johann Joachim Winckelmann, um helenista pioneiro e abertamente homossexual, visitou Potsdam em 1752 e escreveu: "Vi Atenas e Esparta em Potsdam e estou cheio de uma reverência adoradora pelo monarca divino", acrescentando: "Desfrutei de luxúrias que nunca mais desfrutarei".

## Opinião contemporânea
O historiador alemão Wolfgang Burgdorf apontou que o pai de Frederico considerava o filho um "sodomita" e "efeminado". Burgdorf ainda agrupou os alegados amantes do sexo masculino do rei prussiano em seu livro Friedrich (2011). Voltaire, La Beaumelle, o duque de Choiseul e outros inúmeros contemporâneos franceses e alemães, incluindo servos e confidentes de Frederico, também compartilhavam da opinião que o rei prussiano "amava como Sócrates amou Alcibíades."
Em seu poema sem data, Parallèle entre César e Frederico, Denis Diderot escreveu: "Quando os comparo [isto é, César e Frederico], vejo apenas um ponto em comum, a saber, que ambos eram sodomitas. ... Sua Majestade Prussiana nunca tocou em uma mulher, nem mesmo em sua própria esposa." Sobre os casos amorosos do rei prussiano, o escritor austríaco Joseph Richter sentiu que Frederico havia "perdido todo o sentimento pelo belo sexo" e "acreditava que não poderia preencher os momentos vazios melhor do que com o amor socrático. Em vez de suprimir sua luxúria por uma vida lasciva, ele apenas seguiu outra direção. O que uma mulher poderia ter feito, um pajem agora o faz." Em sua autobiografia Histoire de ma vie, Giacomo Casanova observou que cada membro do Primeiro Batalhão de Potsdam "tinha um relógio de ouro no bolso das calças. Era assim que o rei recompensava a coragem daqueles que o subjugavam, como César certa vez subjugou Nicomedes na Bitínia. E isso não era nenhum segredo." Quando Frederico estava em Potsdam, ele passava grande parte de seu tempo em Sanssouci com um círculo exclusivamente masculino, e durante a vida de Frederico a expressão les Potsdamistes foi usada em toda a Europa para descrever cortesãos homossexuais.
Quando, no final da Guerra dos Sete Anos, Frederico publicou uma sátira maliciosa contra a amante de Luís XV, Madame de Pompadour, e contra a nação francesa em geral, o ministro francês, o duque de Choiseul, escreveu uma resposta que terminava com o seguinte verso: «Peux-tu condamner la tendresse, / Toi qui n'en as connu l'ivresse / Que dans les bras de tes tambours.» (Podes condenar a ternura [do rei francês] / Tu que só conheceste a embriaguez do amor / Nos braços dos teus bateristas [militares]).

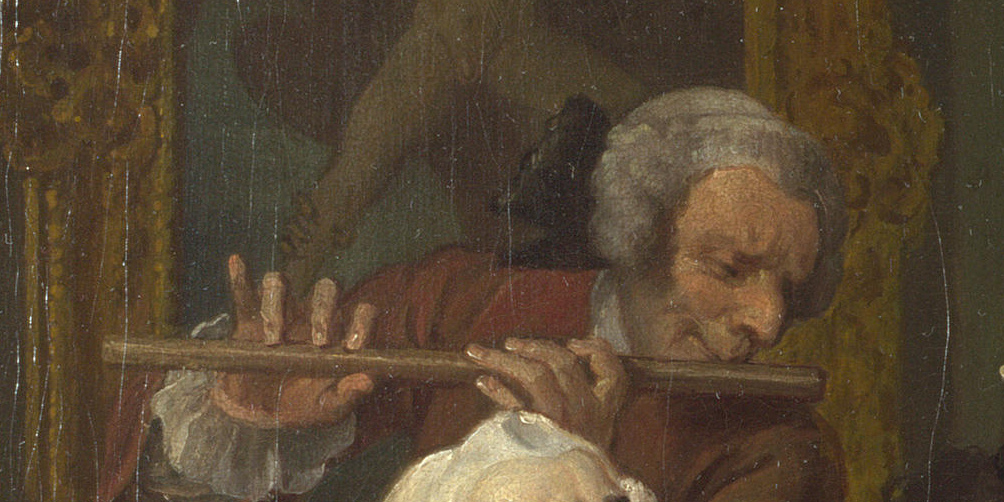
Detalhe do alegado retrato de Frederico II em Marriage A-la-Mode 4, The Toilette, de William Hogarth (1744)

A pintura de William Hogarth, The Toilette (1744), supostamente inclui uma representação satírica de Frederico como um flautista – um dos instrumentos musicais favortios do rei prussiano – ao lado de uma pintura mitológica na qual Zeus, na forma de uma águia, sequestra seu amante Ganímedes, expondo publicamente o rei prussiano como homossexual. O tratamento às vezes desdenhoso reservado a sua esposa, Isabel Cristina de Brunsvique-Volfembutel-Bevern, se espalhou pelas cortes europeias e também era usado como um termômetro da homossexualidade de Frederico. Em 1763, quando Frederico, após a Guerra dos Sete Anos, viu sua esposa pela primeira vez em seis anos, o seu único comentário foi: "A Madame ficou gorda." Ele próprio nunca recebeu sua esposa em Sanssouci; ela não tinha acesso à sua corte lá. Em vez disso, ela cumpriu deveres de representante real no Palácio de Berlim que o monarca evitava, como receber novos enviados ou príncipes estrangeiros distantemente relacionados. No entanto, ela só assumiu o papel de facto de primeira-dama do estado após a morte de sua sogra em 1757.
Numa tentativa de 'recuperar' a reputação de Frederico, o seu médico, Johann Georg Zimmermann, afirmou que Frederico havia se convencido de que era impotente após uma pequena operação que submeteu-se para curar-se de uma gonorreia em 1733. De acordo com Zimmermann, Frederico fingiu ser homossexual para parecer ainda viril e capaz de ter relações sexuais, embora com homens. Esta perspectiva é desacreditada pelo biógrafo Wolfgang Burgdorf, que destaca que "Frederico tinha uma aversão física às mulheres" e, portanto, "não conseguia dormir com elas". O cirurgião Gottlieb Engel, que preparou o corpo de Frederico para o enterro, também contestou a história de Zimmerman, dizendo que os órgãos genitais do rei eram "completos e perfeitos como os de qualquer homem saudável". Em termos semelhantes, os médicos que estavam envolvidos na lavagem do cadáver de Frederico em 17 de agosto de 1786 relataram que o rei recentemente falecido não apresentava nenhuma anormalidade nos órgãos genitais. Ollenroth, Rosenmeyer e Liebert, os três cirurgiões do 1º Batalhão de Guardas da Vida, escreveram que "as partes externas do nascimento do abençoado rei estavam saudáveis e não mutiladas. Os dois testículos estavam em sua posição natural, sem o menor defeito; o cordão espermático podia ser claramente sentido até a entrada do anel abdominal sem o menor endurecimento ou distensão; o membro masculino era de tamanho natural; não havia a menor parte nas partes moles da região púbica característica de uma cicatriz ou endurecimento, ou de qualquer doença que envolvesse essas partes."

## Legado e historiografia
Reinhard Alings, curador da Fundação para o Fórum Humboldt no Palácio de Berlim, escreveu no site da Fundação dos Palácios e Jardins Prussianos Berlim-Brandemburgo que: "O tópico provavelmente realmente indignou poucos de seus contemporâneos, embora sempre fosse bom para uma ou duas observações afiadas. A questão moralizante de se Frederico, o Grande, era gay resulta de tempos posteriores, primeiro da historiografia Frederico-Prussiana do século XIX até os nossos dias. Acima de tudo, a dúvida sobre se isso poderia ser verdade surge da historiografia posterior. Pode-se presumir que foi apenas a veemente contradição dos séculos XIX e XX que deu ímpeto duradouro à questão da (homo-)sexualidade de Frederico. Até hoje. Com o fim da Monarquia Hohenzollern na Alemanha e uma historiografia mais crítica, havia menos razões para tornar o tópico tabu."
A homossexualidade de Frederico foi rejeitada por historiadores mais tradicionais por séculos após sua morte. Em 1921, o médico e historiador amador Gaston Vorberg escreveu o ensaio Gossip about Frederick II's sexual life para desmascarar rumores em andamento sobre a sexualidade de Frederico, afirmando que ele era heterossexual. Ele argumentou que, por exemplo, as malícias de Voltaire poderiam ser descartadas como obviamente motivadas por motivos vingativos sem ter que se perguntar se poderia haver alguma verdade nelas. O historiador Johannes Kunisch (1937–2015) também insistiu que não havia "nenhuma evidência séria" da homossexualidade de Frederico e que as declarações contemporâneas sobre essa "faceta" da natureza de Frederico eram "denunciatórias". Em sua juventude, por exemplo, o príncipe herdeiro teria tido casos com 'ninfas' camponesas e, como um jovem rei, ele namorou a bailarina Barbara Campanini.[carece de fontes?] Finalmente, Kunisch escreveu que também era possível que Frederico apenas encenasse sua homossexualidade, por exemplo, para esconder a impotência.  Esta opinião foi descrita por outros historiadores como uma "psicologização de arrepiar os cabelos, até mesmo patologização da historicidade". Também foi argumentado que o interesse do rei pela bailarina Barbara Campanini, bem como por Anna Karolina Orzelska, pode ser explicado pelo fenômeno moderno dos ícones gays, frequentemente femininos e generalizado entre os homossexuais masculinos.
As conclusões de Vorberg foram duramente criticadas por outro historiador amador, Ferdinand Karsch, na publicação gay Die Freundschaft. Em 1931, o ativista homossexual Richard Linsert publicou o livro Intrigue and Love: On Politics and Sexual Life, que contém nove páginas discutindo Frederico e sua sexualidade. Em 1937, o escritor literário Jochen Klepper, que foi perseguido pelos nazistas, publicou seu romance de sucesso The Father. Novel of the Soldier King, no qual ele explora a fundo a relação traumática de pai e filho entre Frederico Guilherme e Frederico, embora apenas insinuando uma disposição homossexual no filho. Ele concluiu que os valores de disciplina, ordem e determinação do pai acabaram prevalecendo sobre as tendências afeminadas do filho. Isso era novamente compatível com a historiografia geral de que Frederico, dotado desses valores paternos, usou com sucesso o poderoso exército que seu pai havia construído para transformar um estado agrícola atrasado na periferia em uma grande potência europeia.
Para outros, parece que ignorar deliberadamente evidências circunstanciais abundantes está enraizado na convicção de que um governante gay seria uma desgraça, como se a homossexualidade de Frederico diminuísse seu tamanho histórico. O mito de um dos maiores heróis de guerra da história mundial não teve permissão para ser psicologicamente desconstruído. É essa historiografia multicentenária que hoje traz tanta proeminência, incluindo um artigo especial lexical, a um assunto que desempenharia apenas um papel entre muitos em uma biografia sobre um contemporâneo. Em contraste, sua homossexualidade foi abraçada pelas publicações do primeiro movimento homossexual na Alemanha de Weimar, que o apresentavam em suas capas e o elogiavam por governar enquanto homossexual. Thomas Mann havia fornecido um embasamento teórico para essa perspectiva histórica em seu ensaio Frederick and the grand alliance, escrito no final de 1914, no início da Primeira Guerra Mundial. Ele contrastou o impulso masculino e militar de Frederico e suas conotações literárias femininas consistindo em ceticismo 'decompositor'.
A historiografia moderna não se preocupa tipicamente em provar a homossexualidade de Frederico II, pois se tornou o consenso aceito entre a maioria dos historiadores. Frequentemente, ela se interessa mais pelas consequências de sua disposição e como elas afetaram seu reinado como rei da Prússia. O historiador Wolfgang Burgdorf sugere que o abuso de Frederico e a constante humilhação pública por seu pai, Frederico Guilherme I, por ser 'sensível' e 'afeminado', derivaram do ódio deste último por tudo que era feminino e de sua decepção com a incapacidade do filho de gerar um sucessor. Burgdorf sugere ainda que a submissão forçada de Frederico por seu pai a um rigoroso treinamento militar e administrativo, poderia explicar as 'decisões militaristas' de Frederico como rei: "como quisesse provar a seu pai morto que ele era um homem durão". De modo que, sua falta de empatia poderia ser explicada por suas próprias experiências cruéis quando jovem, porque a conquista da Silésia custou a vida de dezenas de milhares de seus soldados e cidadãos de seu país, o que nunca afetou Frederico nem um pouco. Pesquisas recentes de fontes e historiografia mostram que o rei queria absolutamente entrar para a história como "o grande" e revelam uma pessoa com grandes talentos - e igualmente grandes fraquezas.